# Académie d'Orléans
Ne doit pas être confondu avec Académie d'Orléans-Tours.
L’académie d’Orléans est une société savante française située à Orléans dans le département du Loiret en région Centre-Val de Loire.

## Histoire
La Société royale d'agriculture de la généralité d'Orléans est créée en 1761 sous le règne du roi Louis XV. Jean Michel de Grilleau en est le premier secrétaire perpétuel. Elle devient Académie royale des sciences, arts et belles-lettres d'Orléans de 1786 à 1792.
Cette dernière est supprimée par le Comité d'instruction publique, mis en place au cours de la Révolution française, dans sa séance du 8 août 1793,.
Refondée en 1809 au cours du Premier Empire sous le nom de Société des sciences physiques et médicales d'Orléans, elle change à nouveau de nom en 1810 pour devenir la Société des sciences physiques et médicales, et d'agriculture d'Orléans. En 1819, au cours de la Restauration, avec le retour d'un roi, Louis XVIII, la société redevient « royale » et adopte le nom de Société royale d'agriculture, sciences, belles-lettres et arts d'Orléans. En 1851, au cours de la IIe République, le qualificatif « royale » disparait à nouveau et la société devient la Société d'agriculture, sciences, belles-lettres et arts. Elle porte ce nom jusqu'au 11 juin 1996, date à laquelle elle adopte celui d’académie d’Orléans.
Elle est déclarée d'utilité publique par le décret présidentiel du 5 mars 1875.

## Présentation

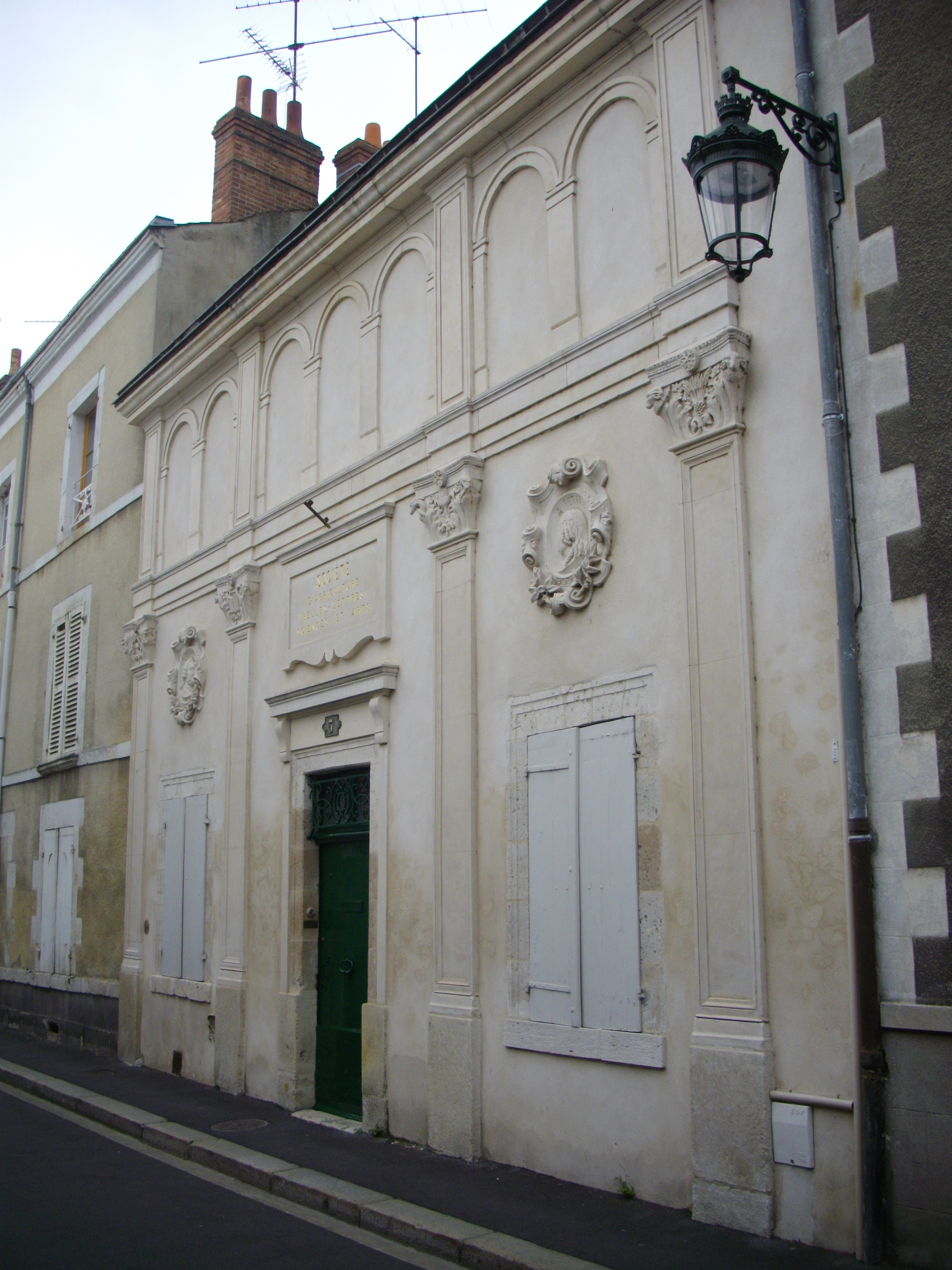
Le siège de l'Académie rue Antoine-Petit

L’académie siège au 5 de la rue Antoine-Petit, à Orléans (Loiret), dans une maison mise à sa disposition par la municipalité depuis 1809. Cette maison avait préalablement été occupée, au XVIe siècle par la maison des apothicaires, puis, au XVIIIe siècle, par le collège des chirurgiens  dans lequel Antoine Petit avait établi le bureau de consultation médicale gratuite pour les indigents[réf. nécessaire].
L’académie publie tous les ans un volume de Mémoires, qui rassemble les textes des communications présentées, en séance privée ou publique, par ses membres sur des sujets variés, mais où le patrimoine culturel d’Orléans et de l’Orléanais sont largement représentés. Elle édite également des monographies.
Elle a récemment élargi son activité en organisant des colloques interdisciplinaires et des dîners-débats sur des sujets de société.
Elle constitue l’un des académies membres de la Conférence nationale des académies des sciences, lettres et arts (CNA) ayant pour but de coordonner et de développer les initiatives et réalisations des académies sous l’égide de l’Institut de France. D'octobre 2014 à octobre 2016 l'Académie d'Orléans a présidé cette Conférence Nationale des Académies (cf. site officiel de la CNA: http://www.academies-cna.fr). Lors de sa prise de fonction en octobre 2014, elle a organisé à Orléans un colloque ayant pour thème "Orléans, ville d'histoire et d'innovation" dont un des points forts a été la présentation d'une rose ayant nom "Académie d'Orléans", rose spécialement créée pour l'occasion par l'obtenteur André Eve, aujourd'hui encore (2022) la plus récompensée de son catalogue (sept prix dont quatre médailles d'or).

## Présidents
- 1809-1815 : M. Lanoix
- 1815-1818 : M. Dugaigneau de Champvallins
- 1818-1819 : M. de Choiseul-Daillecourt
- 1819-1842 : A. de La Place de Montévray
- 1842-1849 : M. Ranque
- 1849-1875 : A.-G. Laisné de Sainte-Marie
- 1875-1883 : Gabriel Baguenault de Viéville
- 1883-1892 : Eugène Bimbenet
- 1892-1901 : Albert Paulmier
- 1901-1904 : Marcel Charoy
- 1904-1910 : Anatole Basseville
- 1910-1919 : Georges Rocher
- 1919-1925 : René de La Loge
- 1925-1931 : Charles Fauchon
- 1931-1945 : Jules Courgeon
- 1945-1947 : René Auboyer-Treuille
- 1947-1953 : J. Touzard
- 1953-1959 : Pierre de La Giraudière
- 1959-1965 : Louis Le Roux
- 1965-1968 : André Patricot
- 1968-1975 : Yves Thépaut
- 1975-1981 : Jean Lahontâa
- 1981-1984 : Gérard de Montmarin
- 1984-1991 : André Barré
- 1991-1995 : Yves O'Mahony
- 1995-1997 : Bernard Bonneviot
- 1997-2001 : Jacqueline Suttin
- 2001-2004 : Claude-Joseph Blondel
- 2004-2010 : Gérard Hocmard
- 2010-2013 : Joseph Picard
- 2013-2019 : Marc Baconnet
- 2019-2022 : Christian Froissart
- depuis 2022 : Jean-Paul Pollin[6]

## Membres notables
- Louis d'Illiers (1919-1953)
- François-Guillaume Le Trosne (1728 Orléans - 1780 Paris), économiste et juriste, membre fondateur
- Antoine Petit (1722-1794), dit "le père des pauvres", médecin de Mesdames, filles de Louis XV. Membre de l'Académie des sciences.